# Hannoversche Straße (Bremen)

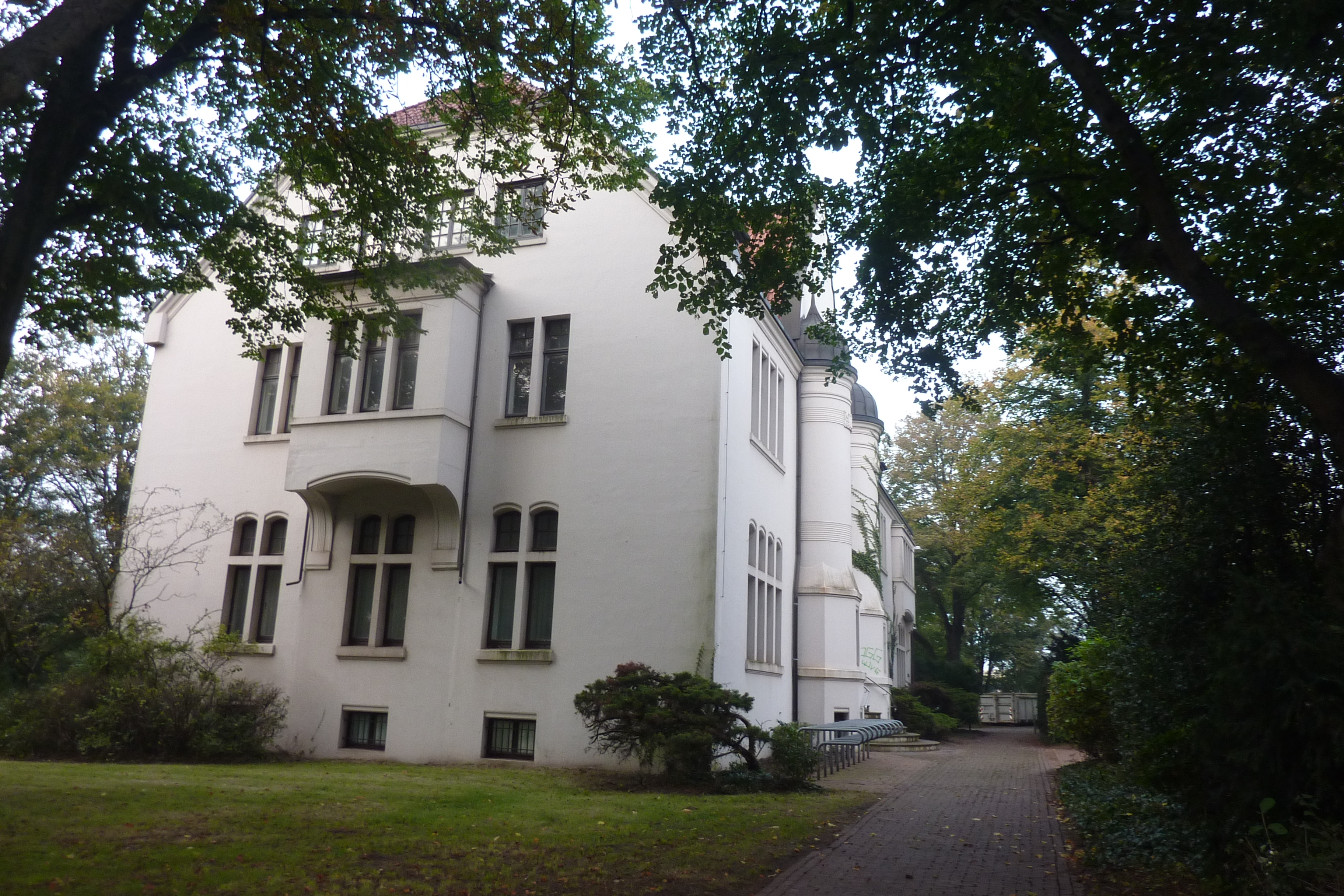
Rathaus Hemelingen

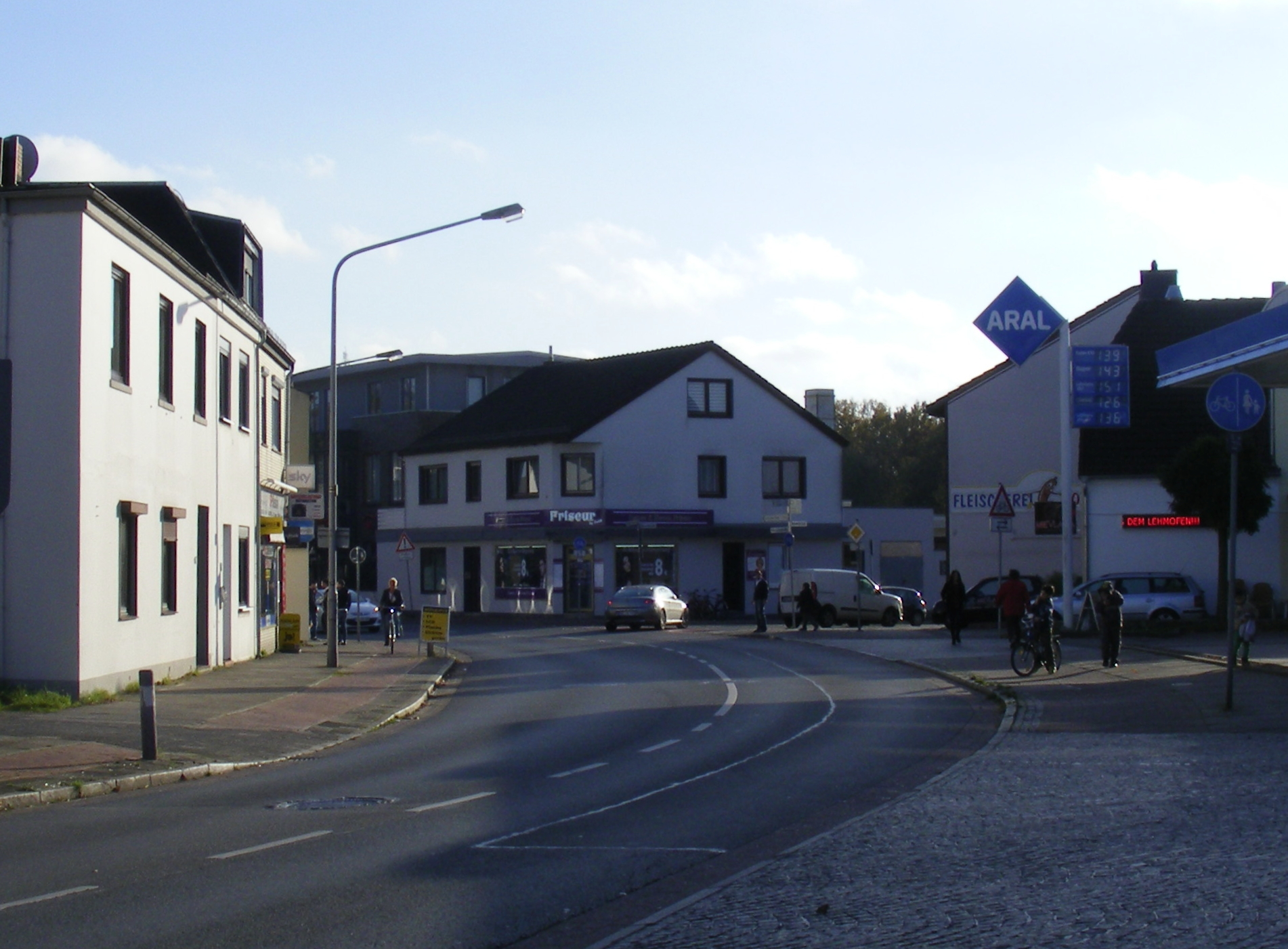
Hannoversche Straße und Marschstraße

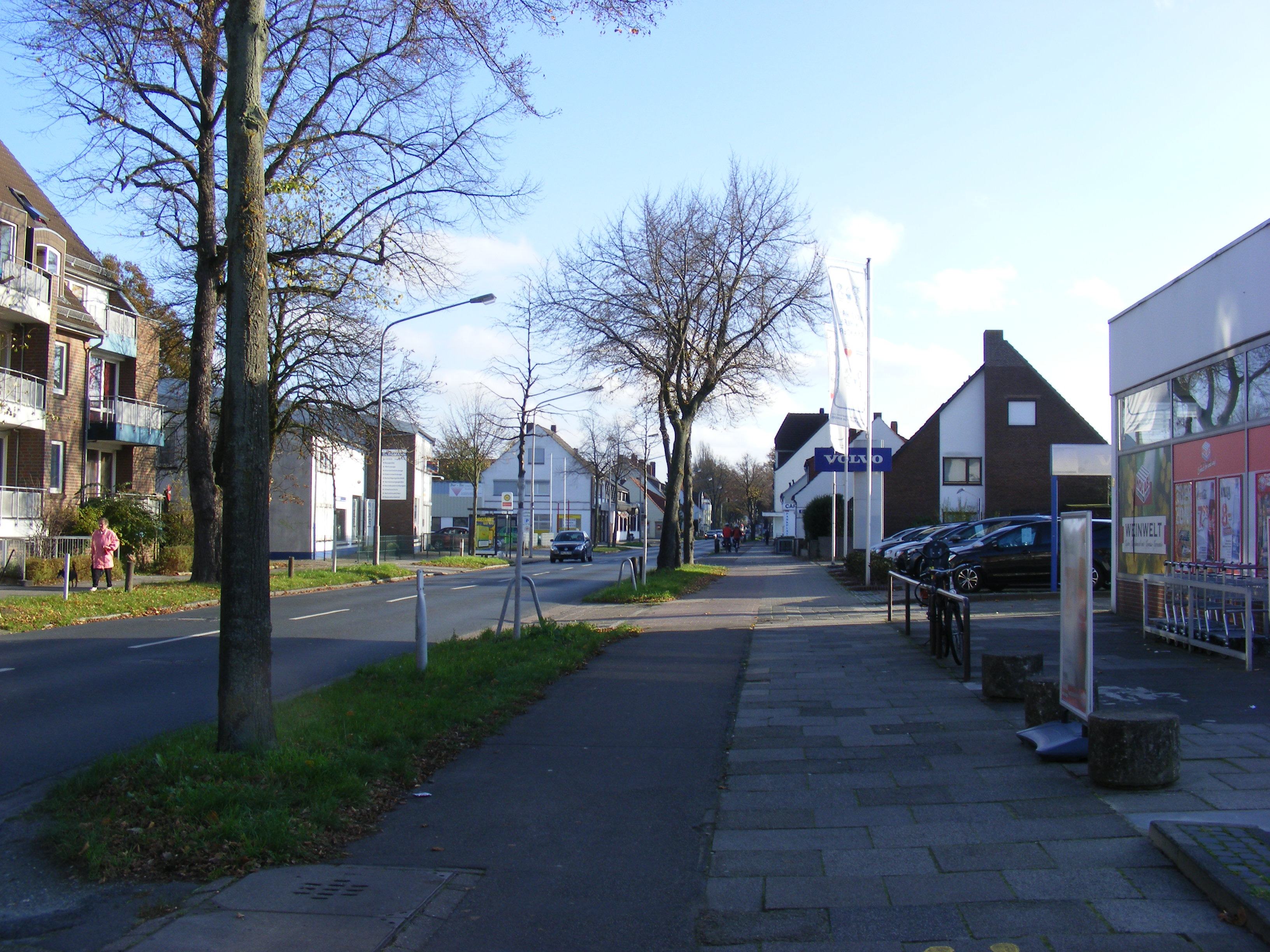
Blick von der Hemelinger Heerstraße zur Hannoverschen Straße

Die Hannoversche Straße ist eine zentrale Erschließungsstraße in Bremen, Stadtteil Hemelingen, Ortsteil Hemelingen. Sie führt überwiegend in Nord-Süd-Richtung von der Hemelinger Bahnhofstraße / Christernstraße bis zur Hemelinger Heerstraße.
Sie gliedert sich in die Teilbereiche
- Hemelinger Bahnhofstraße bis Autobahnzubringer und
- Autobahnzubringer Hemelingen bis Hemelinger Heerstraße.

Die Querstraßen und Anschlussstraßen wurden benannt u. a. als Hemelinger Bahnhofstraße, die zum Bahnhof führt, Christernstraße nach dem Bürgermeister Alfred Christern (1856–1929), An der Grenzpappel nach einer bekannten Pappel an der Grenze zu Bremen, Rathausplatz von 1902 nach dem Rathaus Hemelingen, Westerholzstraße nach dem Wald, aus dem die Eichen des Rathauses stammen, Gartenstraße nach dem Garten des Seifenfabrikanten von Büren, Am Saal nach der Flurbezeichnung (ndt.: sale = Weidengebüsch), Autobahnzubringer Hemelingen, Ringstraße nach dem früheren bogenförmigen Verlauf, Schlengstraße nach dem schlengelichen Verlauf durch die Niederungen, Marschstraße nach der Landform, Sandhofstraße 1861 nach der dortigen großen Düne, Hemelinger Heerstraße nach dem Ort als damals übliche Heerstraße; ansonsten siehe beim Link zu den Straßen.

## Geschichte

### Name
Die Hannoversche Straße wurde nach der Landeshauptstadt von Niedersachsen Hannover benannt. Hemelingen gehörte bis 1866 zum Königreich Hannover bzw. ab 1866 zur preußischen Provinz Hannover.

### Entwicklung
Mitte des 19. Jahrhunderts begann mit dem Anschluss an verschiedene Bahnstrecken in Hemelingen eine Industrialisierung. Die Einwohnerzahl nahm von 1855 bis 1905 stark zu von 2275 auf 7214 Einwohner.
1905/06 wurde das Rathaus Hemelingen an der Straße gebaut. Das Kino Tivoli (Nr. 11) hatte 1918 nach dem Ersten Weltkrieg 250, dann 450 und ab 1940 bis zu 900 Plätze; es wurde bis um 1962 betrieben.

### Verkehr
Mit der Eröffnung der Autobahn A 1 wurde die Hannoversche Straße 1963 durch den Autobahnzubringer Hemelingen im Fernverkehr erschlossen. Die direkte Verbindung des Autobahnzubringers mit der Pfalzburger Straße wurde 1969 fertiggestellt und die Hannoversche Straße damit entlastet.

Nach dem Bau des Hemelinger Tunnels bis 2003 sank das Verkehrsaufkommen in dem umliegenden Viertel und im Bereich Schlengstraße/Hannoversche Straße fuhren rund 5000 Autos weniger.
Im Nahverkehr in Bremen durchfährt die Buslinie 29 (Kattenturm-Mitte ↔ Neue Vahr-Nord) die Straße von Christernstraße bis An der Grenzpappel sowie die Linien 40, 41 (Bf Mahndorf ↔ Weserwehr) und 44 (Bf Mahndorf ↔ Sebaldsbrück) zwischen Schlengstraße und Marschstraße sowie 41S (Marschstraße ↔ Weserwehr).

## Gebäude und Anlagen
An der Straße stehen überwiegend ein- bis zweigeschossige Gebäude.
Bremer Baudenkmale
- Rathausplatz 1: 2-gesch. Rathaus Hemelingen von 1906 mit seitlichen Portal-Risalit und Schweifgiebel im Stil der Renaissance nach Plänen des Architekten und Baubeamten Wilhelm Mackensen; Rathaus bis 2008.[1]
- Westerholzstraße 17/9: Neogotische evangelische Hemelinger Kirche von 1890 nach Plänen von Karl Börgemann.[2]

Erwähnenswerte Gebäude und Anlagen
- Brücke über die Bahnstrecke Wanne-Eickel–Hamburg
- Nr. 12: 2-gesch. Giebelhaus mit rundem Giebel
- Nr. 9/11: 2-gesch. Aladin Music Hall und Tivoli Bremen; Gebäude von 1890/91 als Gasthaus gebaut, 1920 bis 1975 Kino, dann Diskothek
- Nr. 21: 2-gesch. Wohn- und Geschäftshaus mit prägendem Eckgiebeltürmchen

Nr. 23 bis 27: 2-gesch. Wohnhäuser mit Erkern
- Nr. 24: 2-gesch. neueres Geschäftshaus mit Sparkasse Bremen - SB-Filiale
- Nr. 64: 2-gesch. neueres Bürohaus mit außermittigem, runden Giebel mit einer Druckerei; auf dem Vorplatz die Skulptur Großer Bacchus II
- Zugang zur Fußgängerbrücke über den Autobahnzubringer
- Zufahrt zum Autobahnzubringer Hemelingen
- Brücke unter der Bahnstrecke
- Ecke Schlengstraße Nr. 1: 1-gesch. Einkaufsmarkt
- Nr. 138: 1-gesch. Einkaufsmarkt
- Hemelinger Heerstraße 4: 2-gesch. neueres Bürohaus mit Staffelgeschoss mit der Filiale der Sparkasse Bremen

Kunstobjekte, Gedenktafeln
- Nr. 64: Skulptur Großer Bacchus II von 1992 von Waldemar Otto
- Stolpersteine für die Opfer des Nationalsozialismus gemäß der Liste der Stolpersteine in Bremen:
  - Nr. 69 für Frieda Alexander (1895–?) 1938 nach Argentinien geflohen, Günther Alexander (1922–1942/44), deportiert nach Warschau und vermisst, Iwan Alexander (1893–1943), Inge Rose Alexander (1924–1942), Levy Alexander (1860–1942), alle drei ermordet in Auschwitz.